# Rimavské Janovce
Rimavské Janovce es un municipio del distrito de Rimavská Sobota en la región de Banská Bystrica, Eslovaquia, con una población estimada a final del año 2024 de 1495 habitantes.
Se encuentra ubicado al este de la región, en la cuenca hidrográfica del río Sajó —un afluente derecho del río Tisza— y cerca de la frontera con la región de Košice y con Hungría.

## Demografía
| Año        | 1994 | 2004    | 2014    | 2024     |
| ---------- | ---- | ------- | ------- | -------- |
| Población  | 1196 | 1236    | 1356    | 1495     |
| Diferencia |      | +3,34 % | +9,70 % | +10,25 % |

| Año        | 2023 | 2024    |
| ---------- | ---- | ------- |
| Población  | 1456 | 1495    |
| Diferencia |      | +2,67 % |